# Subaru XV
De Subaru XV is een cross-over op basis van de Subaru Impreza. De auto is in september 2011 geïntroduceerd op de IAA in Frankfurt. Het model ging op de Europese markt concurreren met de Volkswagen Tiguan, Ford Kuga, de Nissan Qashqai en de Mitsubishi ASX. De "X" in de naam staat voor "Cross" en de "V" komt uit "oVer".
De Subaru XV was voorheen leverbaar als de Subaru Impreza XV, een hatchback met een ruimere grondspeling, andere bumpers en een wat uitgebreide uitrusting. Subaru verkocht buiten Europa al de Outback Sport, een model met hetzelfde idee. In Europa kenden we tot dan toe alleen grotere de Subaru (Legacy) Outback.
De Subaru XV is leverbaar met drie boxermotoren, te weten de 1.6 benzine, de 2.0 benzine en de 2.0 boxerdiesel. De 1.6 benzine is als extra leverbaar met een CVT-automaat en de 2.0 met een Lineartronic-automaat.
De 1.6 is alleen uitgevoerd in de Luxury-uitvoering. De 2.0 en de 2.0-boxerdiesel zijn eveneens als Luxury leverbaar. Maar er kan ook gekozen worden voor de Luxury Plus en in de uitgebreide Executive-variant.

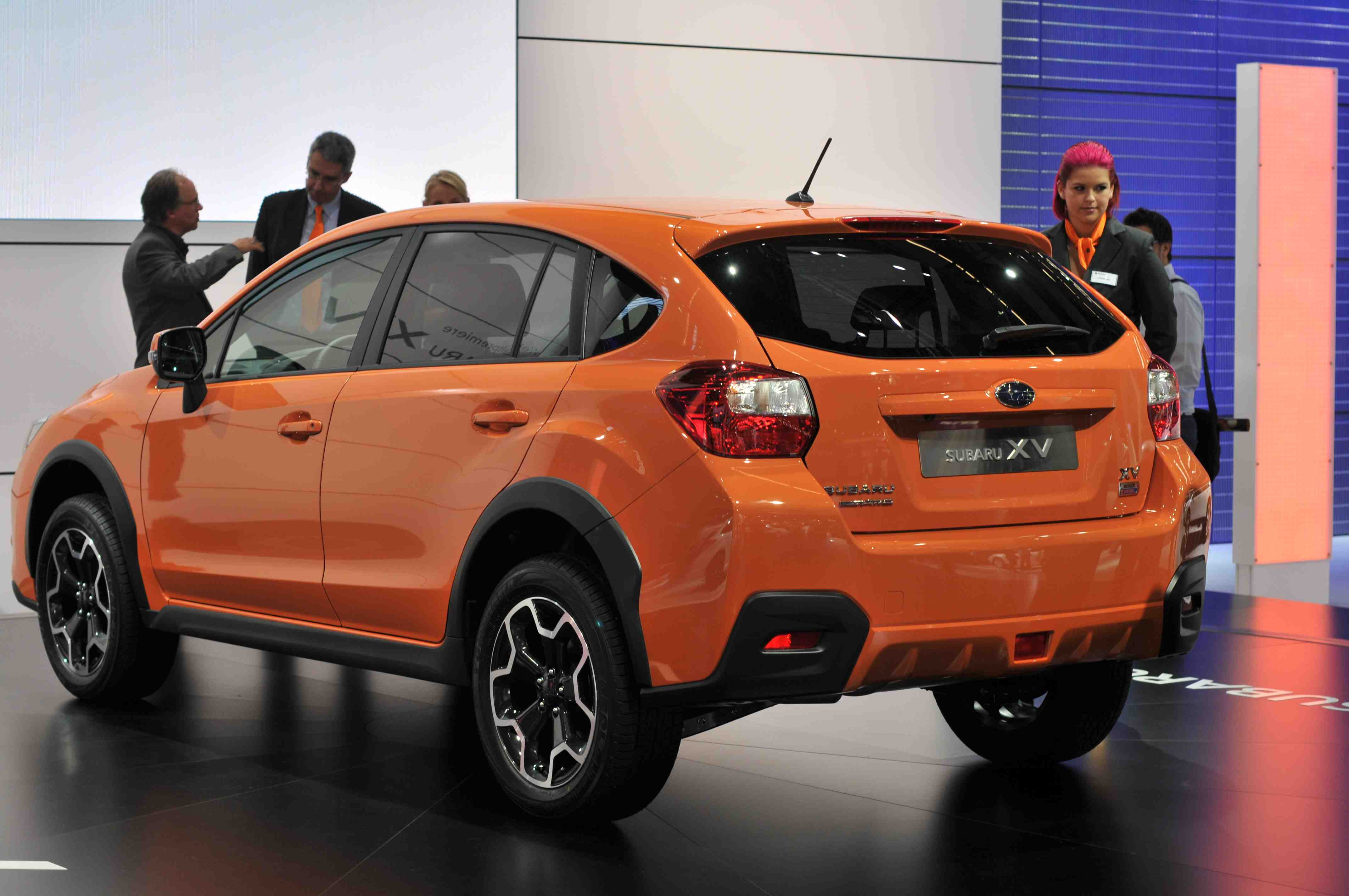
Subaru XV

Na 2015 werd de diesel geschrapt. In 2017 kreeg de XV een facelift, waarmee Subaru's EyeSight veiligheidssysteem op de XV werd geïntroduceerd. Vanaf modeljaar 2019 werd de 2-liter benzinemotor vervangen door een 2-liter mild-hybride benzinemotor.
In 2023 kondigde Subaru aan dat de opvolger van de XV "Crosstrek" zou gaan heten. Onder die naam was de XV in Noord-Amerika altijd al geleverd.
In productie:
Impreza ·
WRX STi ·
XV · 
Forester ·
Levorg ·
Legacy ·
Outback ·
BRZ

Niet meer geproduceerd:
360 · 
Sambar · 
R-2 · 
Rex (Mini Jumbo) ·
Vivio ·
Exiga ·
Justy/G3X Justy ·
1000 ·
Traviq ·
Baja ·
E-wagon (Libero) · 
1500 ·
Leone · 
Trezia · 
XT · 
SVX ·
Tribeca

Conceptauto's:
Viziv ·
B5-TPH ·
Hybrid Tourer ·
B11S
Acura · Daihatsu · Honda · Infiniti · Lexus · Mazda · Mitsubishi · Mitsuoka · Nissan · Scion · Subaru · Suzuki · Toyota